# Престън
 Тази статия е за града в Англия.  За града в САЩ вижте Престън (Айдахо).  
Престън (на английски: Preston) е град в графство Ланкашър, Англия, разположен на северния бряг на река Рибъл. Административен център на община Престън (City of Prestin), която е със статут на сити. Преобразуван в район по време на административната реформа от 1974 г., а през 2002 г. получава статут на сити.
Заема територия 142 km² и граничи на изток с района Рибъл Вали, на юг – със Саут Рибъл, на запад – с район Фелд, на северозапад – с Уиър. На територията на града живеят 129 633 души, при средна гъстота на населението 911 души на km² (през 2001 г.).

## Известни личности
Родени в Престън
- Ричард Аркрайт (1732 – 1792), изобретател и предприемач
- Марк Лорънсън (р. 1957), футболист
- Иън Маккълох (р. 1971), играч на снукър
- Ник Парк (р. 1958), аниматор
- Стюарт Петман (р. 1975), играч на снукър
- Пенелопе Халсъл (1946 – 2011), писателка
- Андрю Джеймс Хартли (р. 1964), писател

Починали в Престън
- Джордж Формби (1904 – 1961), актьор